# Los Cabos Open
Los Cabos Open er en professionel tennisturnering for herrer, der spilles på udendørs hardcourt-baner. Den er en fast bestanddel af Association of Tennis Professionals (ATP) Tour 250-serien og finder sted hvert år i februar i Los Cabos, Baja California Sur, Mexico.

## Tidligere finaler

### Singler
| År   | Vinder                            | Finalist                          | Score                             |
| ---- | --------------------------------- | --------------------------------- | --------------------------------- |
| 2016 | Ivo Karlovic                      | Feliciano López                   | 7–6 (7–5), 6–2                    |
| 2017 | Sam Querrey                       | Thanasi Kokkinakis                | 6–3, 3–6, 6–2                     |
| 2018 | Fabio Fognini                     | Juan Martín del Potro             | 6–4, 6–2                          |
| 2019 | Diego Schwartzman                 | Taylor Fritz                      | 7–6 (8–6), 6–3                    |
| 2020 | Ikke afholdt på grund af COVID-19 | Ikke afholdt på grund af COVID-19 | Ikke afholdt på grund af COVID-19 |
| 2021 | Cameron Norrie                    | Brandon Nakashima                 | 6–2, 6–2                          |
| 2022 | Daniel Medvedev                   | Cameron Norrie                    | 7–5, 6–0                          |
| 2023 | Stefanos Tsitsipas                | Alex de Minaur                    | 6–3, 6–4                          |
| 2024 | Jordan Thompson                   | Casper Ruud                       | 6–3, 7–6(7–4)                     |
| 2025 | Denis Shapovalov                  | Aleksandar Kovacevic              | 6–4, 6–2                          |

### Doubles
| År   | Vinder                                    | Finalist                             | Score                             |
| ---- | ----------------------------------------- | ------------------------------------ | --------------------------------- |
| 2016 | Purav Raja Divij Sharan                   | Jonathan Erlich Ken Skupski          | 7-6 (7-4), 7-6 (7-3)              |
| 2017 | Juan Sebastián Cabal Forkæl Huey          | Sergio Galdós Roberto Maytín         | 6–2, 6–3                          |
| 2018 | Marcelo Arévalo Miguel Ángel Reyes-Varela | Taylor Fritz Thanasi Kokkinakis      | 6–4, 6–4                          |
| 2019 | Romain Arneodo Hugo Nys                   | Dominic Inglot Austin Krajicek       | 7-5, 5-7, [16-14]                 |
| 2020 | Ikke afholdt på grund af COVID-19         | Ikke afholdt på grund af COVID-19    | Ikke afholdt på grund af COVID-19 |
| 2021 | Hans Hach Verdugo John Isner              | Hunter Reese Sem Verbeek             | 5-7, 6-2, [10-4]                  |
| 2022 | William Blumberg Miomir Kecmanović        | Ravn Klaasen Marcelo Melo            | 6–0, 6–1                          |
| 2023 | Santiago González Édouard Roger-Vasselin  | Andrew Harris Dominik Koepfer        | 6–4, 7–5                          |
| 2024 | Max Purcell Jordan Thompson               | Gonzalo Escobar Aleksandr Nedovyesov | 7–5, 7–6(7–2)                     |
| 2025 | Robert Cash JJ Tracy                      | Blake Bayldon Tristan Schoolkate     | 7–6(7–4), 6–4                     |